# Хоккей на квадах
Хоккей на квадах (англ. roller hockey, roller hockey (quad), hardball hockey или rink hockey) или роллеркей — командная спортивная игра, проводящаяся в закрытом помещении. Один из видов хоккея на роликовых коньках. Цель игры — при помощи клюшки забить мяч в ворота команды противника. Наиболее популярна в Испании, Португалии, Италии, Англии, Андорре, Германии, Бразилии, Аргентине, Швейцарии. Всего в этот вид хоккея играют более 60 стран, но лишь 5 из них становились чемпионами мира: Испания — 17 раз, Португалия — 16, Аргентина — 5, Италия — четырежды, а два первых чемпионата выиграли англичане. Клюшки почти как в хоккее с мячом, а роликовые коньки (квады) с попарной установкой колёс и резиновым стержнем (упором) впереди — для отталкивания и торможения.

## Правила игры

### Площадка
В роллеркей играют на гладких, не скользких площадках. Согласно техническим правилам может быть использована древесина, бетон и другие материалы. Можно использовать площадки, используемые для других командных игр.
Размеры площадки должны иметь соотношение 2:1. Минимальные размеры 34×17 м, максимальные 44×22 м. Применяются на внутренних и международных клубных соревнованиях. Разрешается отклонение от установленных размеров с 10%-й погрешностью.
На международных соревнованиях с участием сборных используются площадки 40×20 м.

### Ворота
Внутренние размеры ворот: ширина — 170 см, высота — 105 см.
В конструкции штанг и перекладины ворот предусмотрена рама, предназначенная для крепления сетки. Сетка должна крепиться таким образом, чтобы задерживать мяч внутри ворот.
Боковые стойки и перекладина должны быть окрашены в оранжевый цвет.

### Экипировка

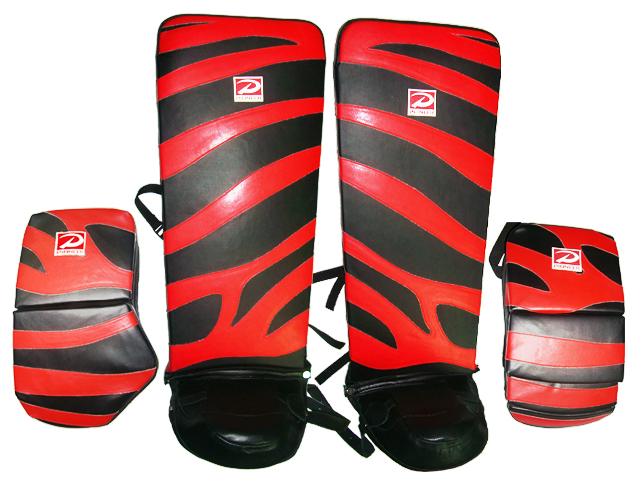
Вратарские щитки для отражения бросков
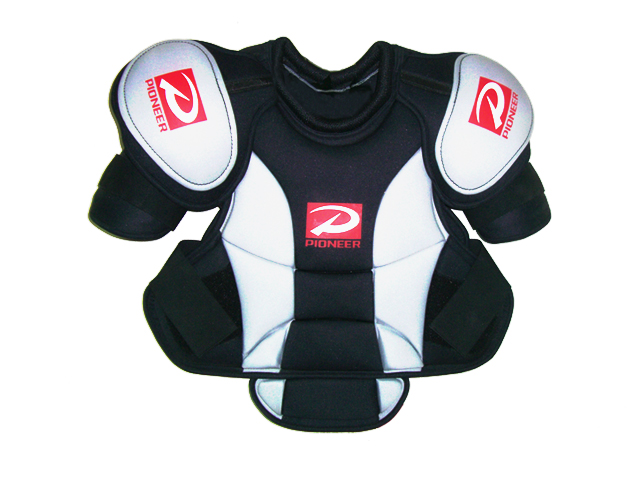
Нагрудник для вратаря
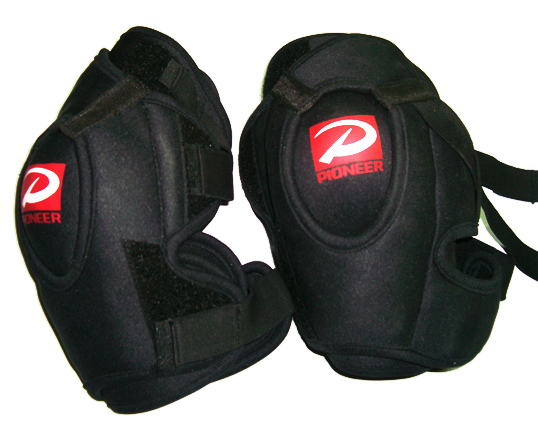
Налокотник для вратаря
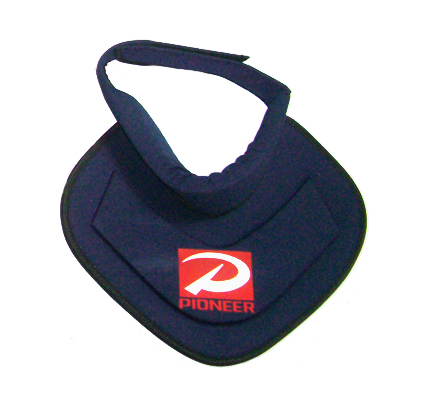
Защита для шеи вратаря
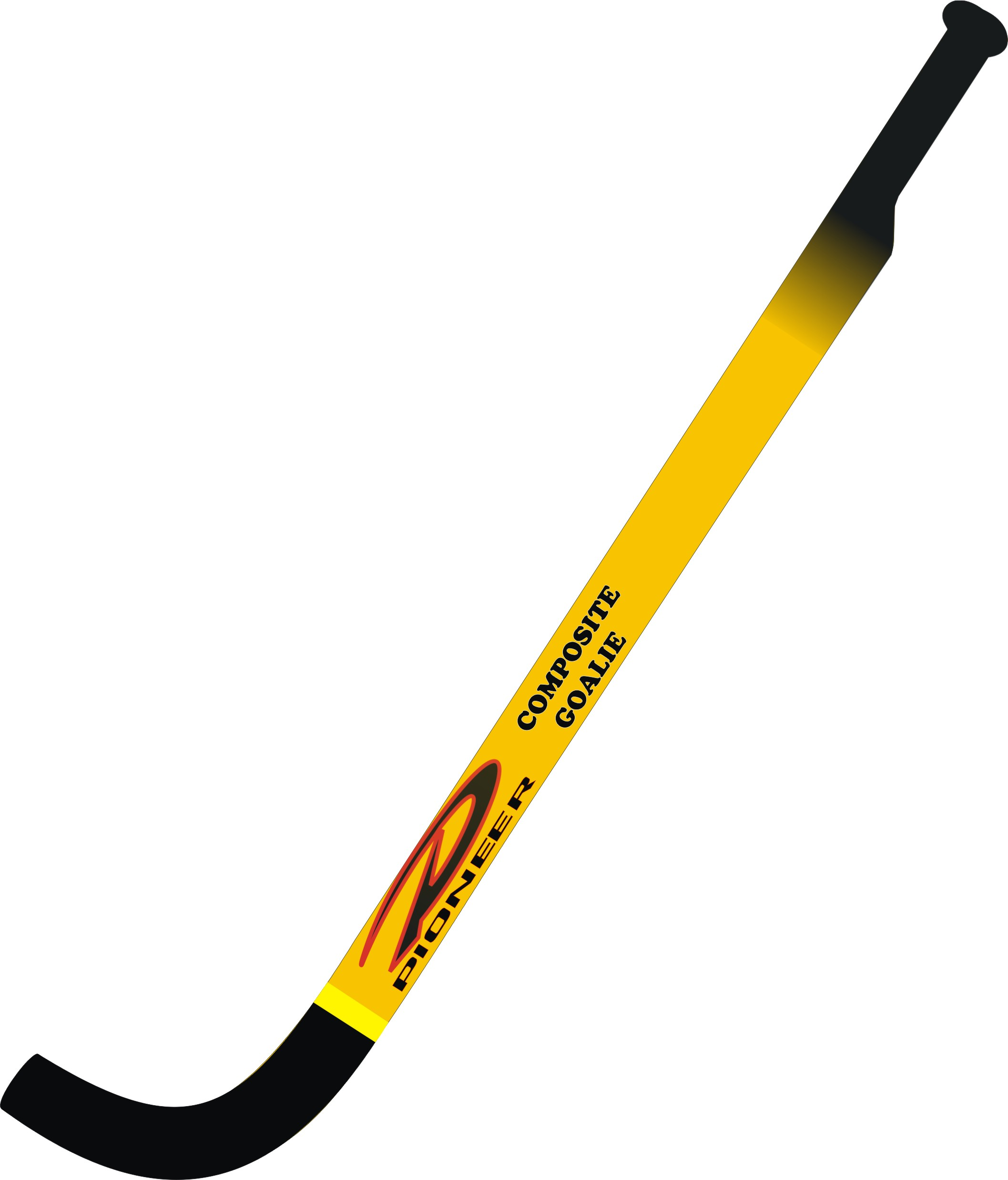
Клюшка вратаря
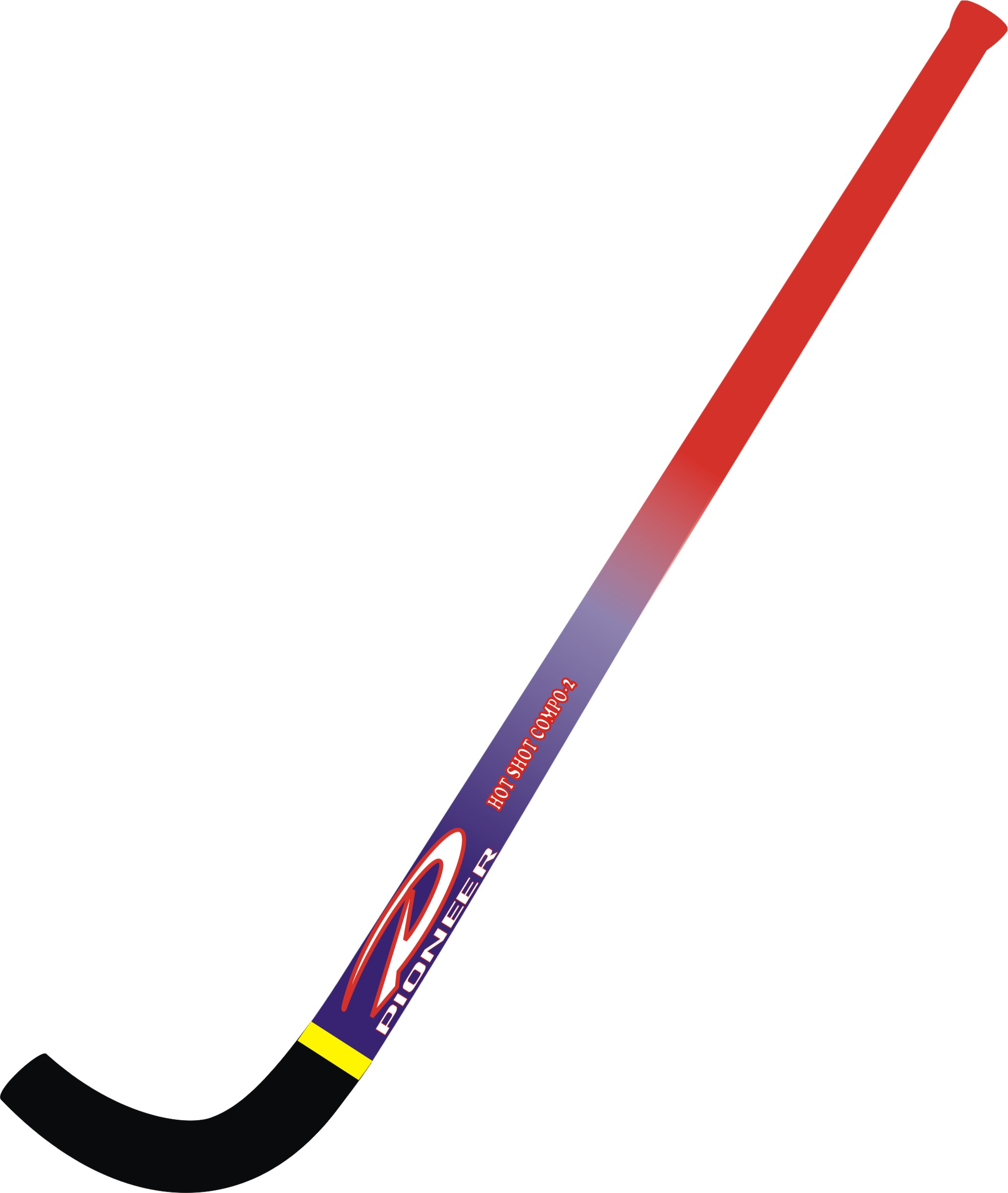
Клюшка полевого игрока
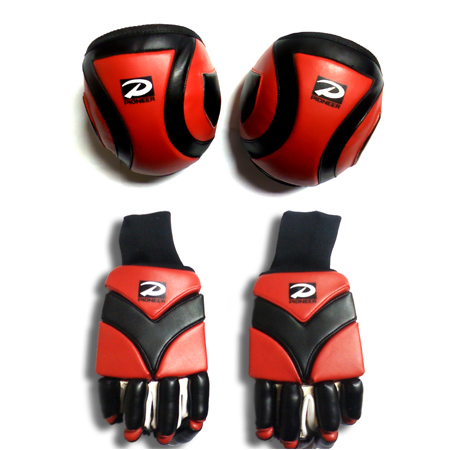
Перчатки и наколенники полевого игрока
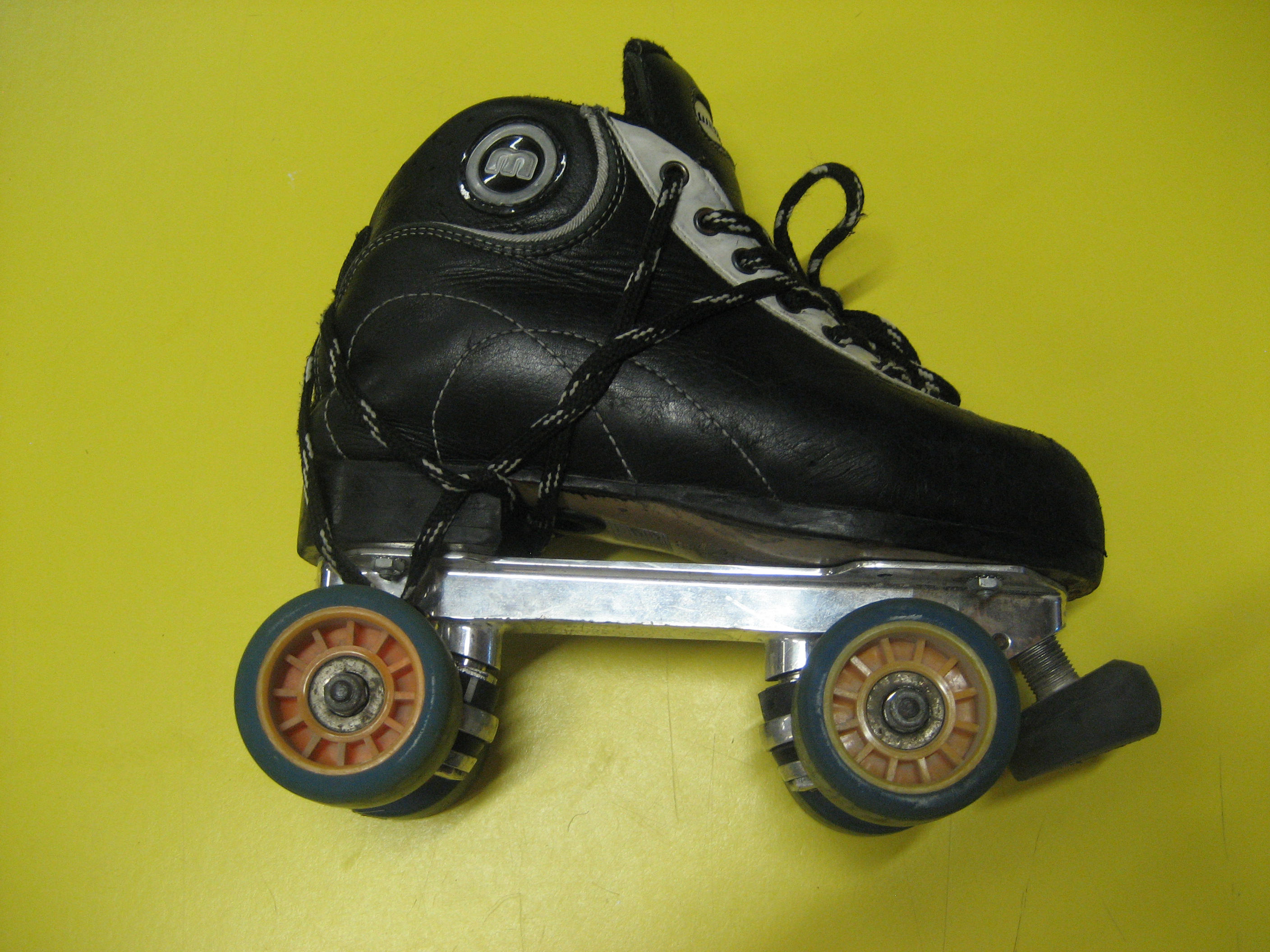
Роликовые коньки (квады)
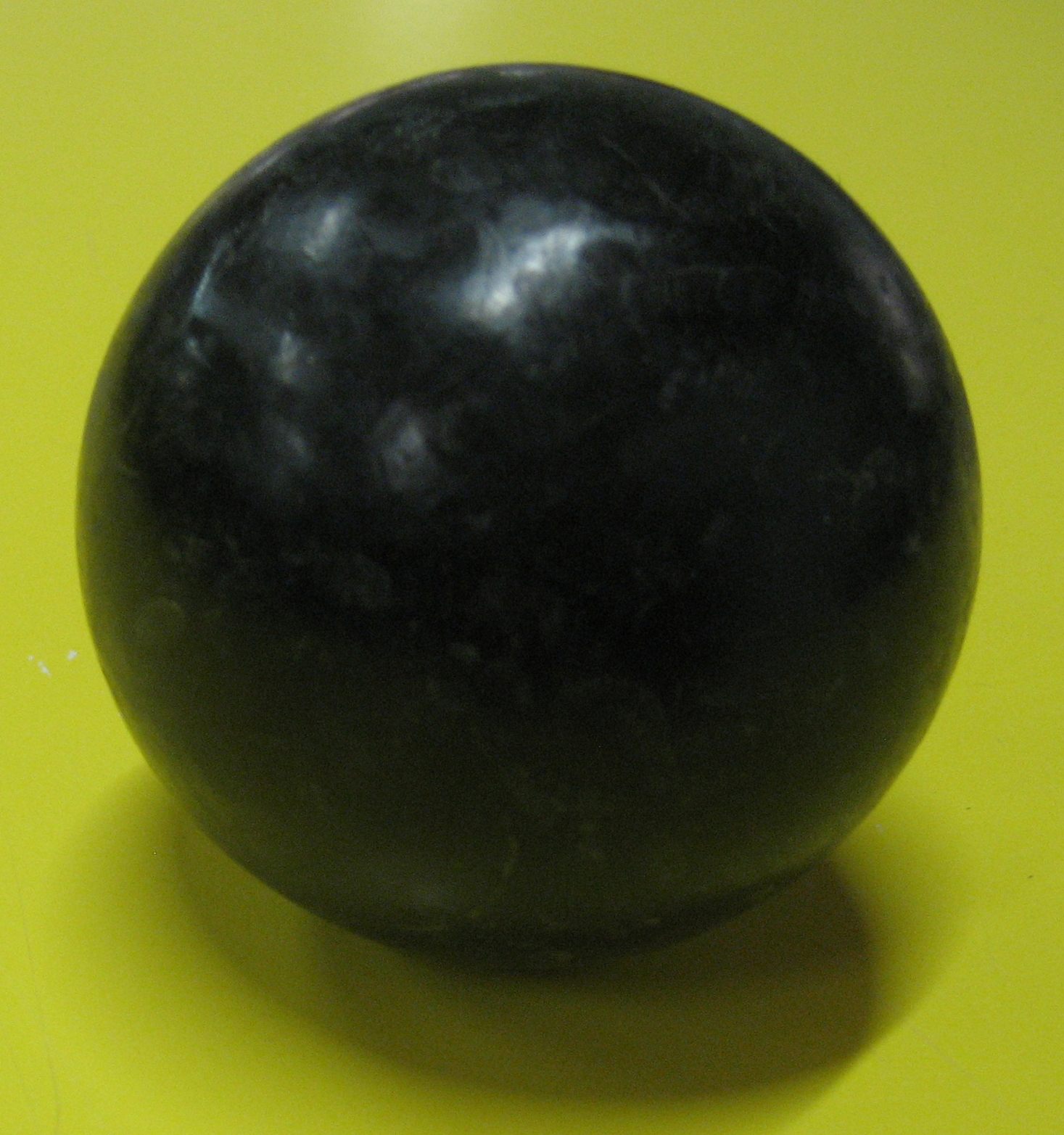
Мяч для игры